# Emblethis griseus

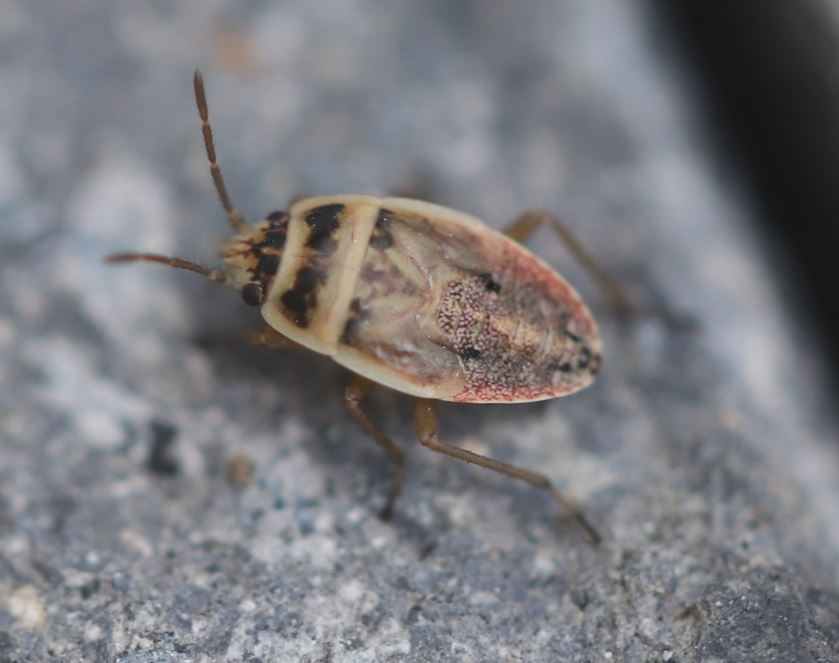
Nymphe

Emblethis griseus, auch Graue Bodenwanze genannt, ist eine Wanze aus der Familie der Rhyparochromidae.

## Merkmale
Die Wanzen werden 5,4 bis 6,7 Millimeter lang. Die Wanzen der Gattung Emblethis sind strohfarbenen mit dunkler Musterung. Emblethis griseus kann man von der sehr ähnlichen Emblethis denticollis durch das längere erste Segment der Tarsen der Hinterbeine unterscheiden, das 2 Mal so lang ist, wie das zweite und dritte Tarsenglied zusammen. Auch ist Emblethis griseus etwas weniger langgestreckt und ovaler als die ähnliche Art.

## Verbreitung und Lebensraum
Die Art ist besonders in Südeuropa verbreitet und besiedelt auch Nordafrika. Im Osten erstreckt sich die Verbreitung über Kleinasien bis in den Kaukasus. In Deutschland liegt die Verbreitungsgrenze im Nordwesten und Norden (Brandenburg). Die Art ist vor allem im Osten und Südwesten Deutschlands nur sehr lückig verbreitet und nicht häufig. In Österreich ist die Art bisher nur im Osten nachgewiesen. Wie auch Emblethis denticollis besiedelt die Art vor allem sonnige, offene Lebensräume, wo sie in der Bodenstreu und auf sandigen und lehmigen Böden lebt. Sehr häufig tritt die Art an eutrophierten Stellen in der Kulturlandschaft zwischen Ruderalvegetation mit Bewuchs von Kreuzblütlern (Brassicaceae), Knöterichgewächsen (Polygonaceae) und Korbblütlern (Asteraceae) auf.

## Lebensweise
Die Tiere unterscheiden sich auch in der Lebensweise nicht von Emblethis denticollis. Sie saugen an Samen am Boden und sind dabei offenbar an keine speziellen Pflanzenarten angewiesen. Pro Jahr treten zumindest in manchen Gebieten zwei Generationen auf. Die Imagines überwintern, die erste Generation ist ab Juni oder Juli adult, die zweite ab August oder September.

## Belege